# Луна (яхта)
Луна (англ. Luna) — 115-ти метровая суперъяхта, вторая по величине экспедиционная яхта в мире. Она содержит шесть палуб, на которых находятся две вертолетные площадки.
Яхта фигурировала в центре спора между азербайджанцем Фархадом Ахмедовым и его бывшей женой Татьяны Ахмедовой после того, как решение Высокого суда Англии присудило Татьяне оспариваемое супружеское соглашение в размере 453 миллионов фунтов стерлингов.
В октябре 2021 года, пройдя ремонт после пребывания в Дубае, Луна снова отправилась в плавание, направляясь через Суэцкий канал в Средиземное море и прибыв на верфь Lloyd Werft для проведения технического обслуживания. 11 мая 2022 года она была задержана властями Германии в рамках санкций против России.

## Владельцы
«Луна» была доставлена российскому бизнесмену Роману Абрамовичу 10 апреля 2010 года. Внешний вид был разработан немецкой компанией NewCruise, а интерьер — Дональдом Старки. Стоимость яхты оценивается более чем в 250 миллионов евро.
В апреле 2014 года Luna была продана Фархаду Ахмедову за 200 миллионов евро. В октябре 2014 года яхта была отправлена в Бремерхафен, Германия, для капитального ремонта стоимостью 50 миллионов евро. Яхта была доставлена в марте 2016 года после 16-месячного капитального ремонта.
Luna теперь принадлежит Blue Sea Trust, владельцем которой, как сообщается, является семья Ахмедовых.